# 65. pole
65. pole je české nakladatelství se sídlem v Praze. Bylo založeno v roce 2007.
Název nakladatelství byl inspirován počtem šachovnicových polí (64), symbolizuje přesahující a nečekané. Majitelem a ředitelem nakladatelství 65. pole je Mgr. Tomáš Brandejs. Vydávání knih doprovázejí Večery 65. pole, kde se literatura setkává s hudbou a výtvarným uměním.

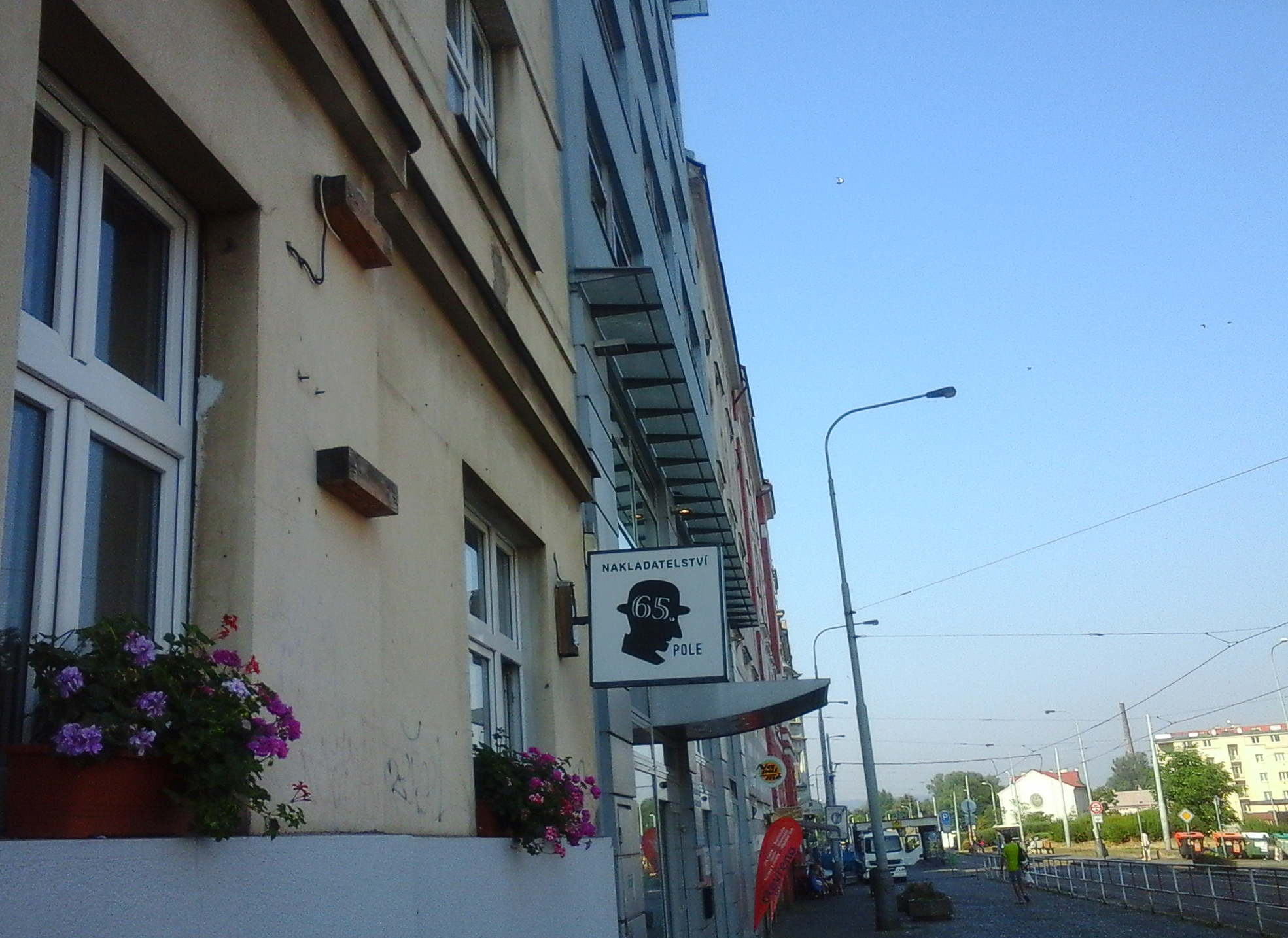
Nakladatelství 65. pole na Palmovce v ulici Na Žertvách

## Zaměření
65. pole vydává českou i překladovou beletrii, poezii, naučné knihy, životopisy (zejména z oblasti hudby) a dětskou literaturu. Nejúspěšnějším titulem je Ekonomie dobra a zla od ekonoma Tomáše Sedláčka. Kniha, která daleko překročila hranici svého žánru, se dočkala zahraničních ocenění i divadelního zpracování a byla přeložena do 16 jazyků.
Knížky pro děti a cestopisné knihy jsou bohatě ilustrované, s důrazem na kvalitní grafické i knihařské zpracování.

## Ocenění
- Katalog Nejlepší knihy dětem – pro rok 2013/2014: Dušinka, víla věcí; pro rok 2012/2013: Chrochtík a Kvikalka na cestě za blýskavým prasátkem
- Zlatá stuha 2013 – Kategorie mladší děti, výtvarná a literární část, 2 x 1. místo: Chrochtík a Kvikalka na cestě za blýskavým prasátkem
- Nejkrásnější kniha Podzimního knižního veletrhu 2012 – Cena města Havlíčkův Brod, 1. místo: Atlas odlehlých ostrovů
- Nejlepší ekonomická kniha Mezinárodního knižního veletrhu ve Frankfurtu 2012 (Wirtschaftsbuchpreis): Ekonomie dobra a zla
- Nejlepší ekonomická kniha v Polsku za rok 2012: Ekonomie dobra a zla
- Cena nakladatelství 65. pole – za 50 000 prodaných výtisků Ekonomie dobra a zla udělena Tomáši Sedláčkovi na Nové scéně Národního divadla v lednu 2011
- Nejprodávanější kniha sítě knihkupectví Neoluxor za rok 2009: Ekonomie dobra a zla
- Nejprodávanější populárně naučná kniha pro dospělé v síti Rodinné knihkupectví za rok 2009: Ekonomie dobra a zla
- WALD Press Award 2009 – 1. místo: Ekonomie dobra a zla

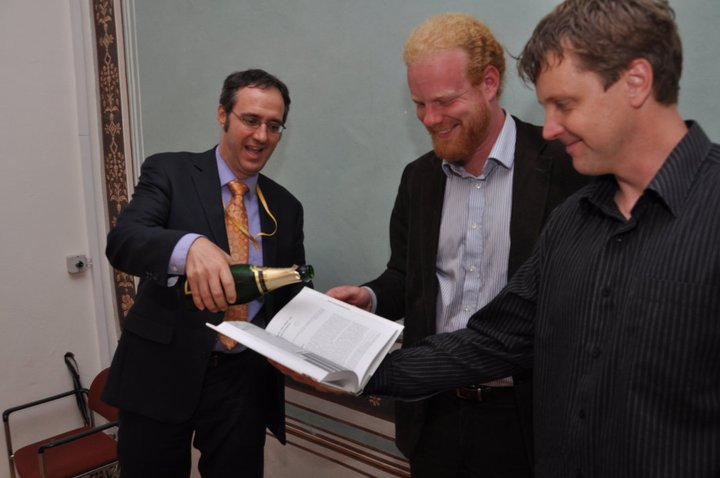
S americkým kulturním atašé křtíme na americké ambasádě oxfordské vydání knihy Ekonomie dobra a zla od Tomáše Sedláčka.

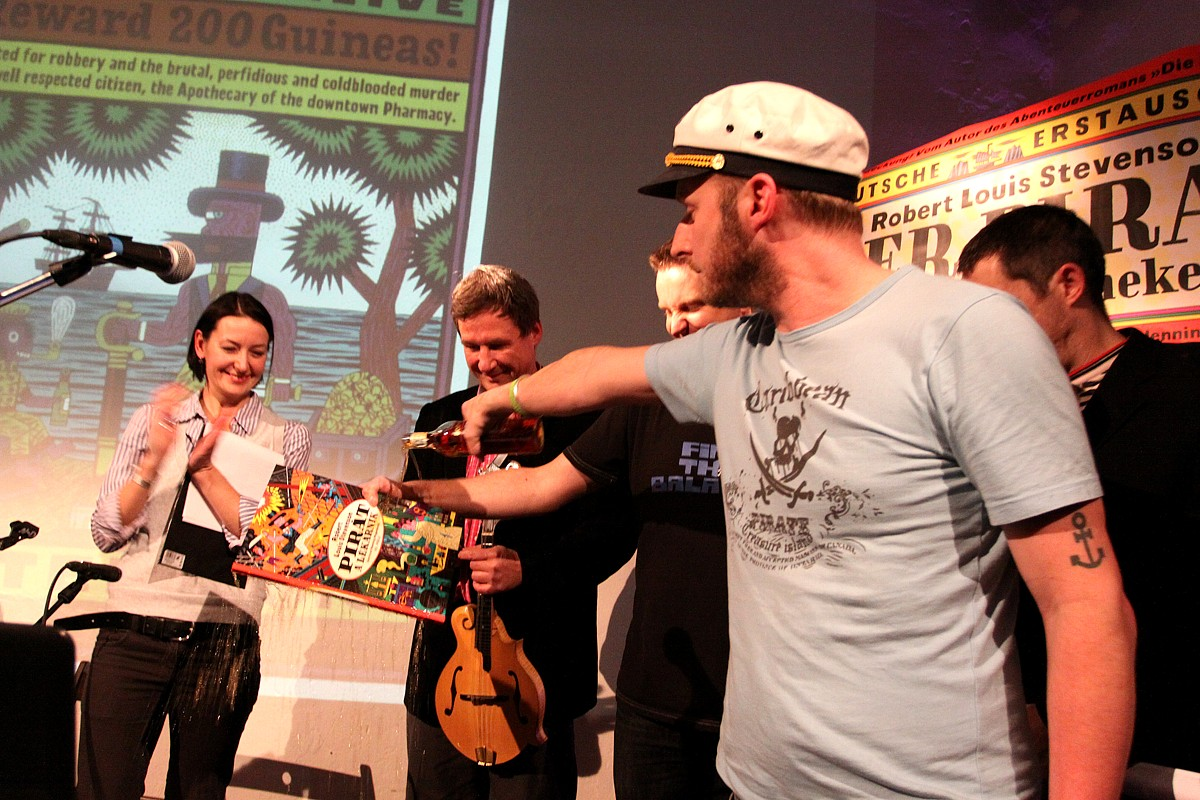
Výtvarník Lukáš Urbánek křtí v Roxy knihu Pirát a lékárník od R. L. Stevensona s ilustracemi Henninga Wagenbretha.

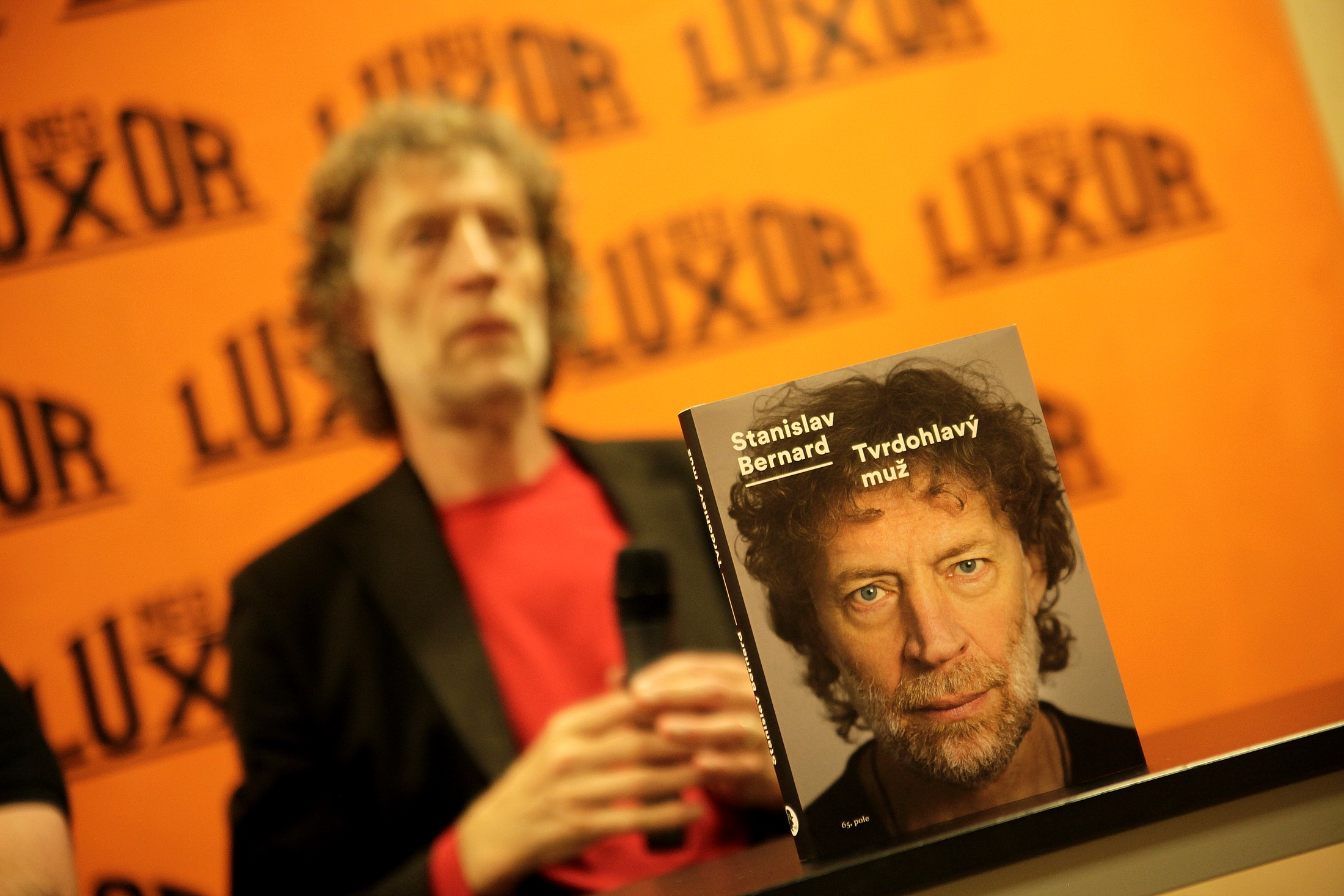
Autogramiáda Tvrdohlavého muže od Stanislava Bernarda

## Knihy
Edice Double – série rozhovorů Tomáše Sedláčka s respektovanými světovými osobnostmi
- (R)evoluční ekonomie: O systému a lidech (2013) – Tomáš Sedláček, David Graeber
- Soumrak homo economicus (2012) – Tomáš Sedláček, David Orrell

Edice Tah – česká beletrie převážně jihočeských autorů
- Meyrovo sklo (2014) – Martin Sichinger
- Šarlák (2014) – Petr Mano
- Duchové Šumavy (2012) – Martin Sichinger
- Dám se poddat (2011) – Vít Kaláb
- Smrt krále Šumavy (2011) – Martin Sichinger

Edice Za obzor – cestopisy, atlasy a knihy pro romantiky
- Plachetnicí kolem světa pro pírko tučňáka (2014) – Rudolf Krautschneider
- Ostrovy, na kterých ztroskotávám (2013) – Lucien Deprijck
- Tři bratři v cizích světech (2013) – Karel, Jan a Petr Diblíkovi
- Atlas odlehlých ostrovů (2011) – Judith Schalansky

Edice Políčko – knihy pro děti a knihy napsané dětmi
- Jak se máš, Eliško? (2015) – Lucie Sunková
- Zajíčkova cesta (2015) – Katarína Macurová
- Dům za mlhou (2013) – Ester Stará, Milan Starý; kniha vyšla také v anglické a ruské verzi
- Pirát a lékárník (2013) – R. L. Stevenson, Henning Wagenbreth
- Dušinka, víla věcí (2013) – Ester Stará, Lucie Dvořáková
- První věta (2013) – Žáci smysluplné školy v Praze Karlíně
- Chrochtík a Kvikalka na cestě za blýskavým prasátkem (2012) – Ester Stará, Martina Matlovičová
- Mařenka už říká Ř! (2012) – Ester Stará, Milan Starý

Životopisy - zejména hudební biografie
- Jedna trefa stačí (2015) – Randall Lane
- Kdo je ten chlap? Hledání Boba Dylana (2014) – David Dalton
- Od Sepultury k Soulfly (2014) – Max Cavalera
- George Harrison: Za zamčenými dveřmi (2014) – Graeme Thomson
- Tvrdohlavý muž (2014) – Stanislav Bernard
- Viselec: Aj Wej-wej a jeho uvěznění (2013) – Barnaby Martin
- Můj příběh - 9:58 (2011) – Usain Bolt
- Nejsem žádná lvice (2010) – Kamila Moučková, Petra Braunová

Naučná literatura
- Mýtus Boba Dylana (2014) – Jakub Guziur
- Chvála pomalosti (2012) – Carl Honoré
- Ekonomie dobra a zla (2012, 2009) – Tomáš Sedláček (také jako audiokniha)
- Třetí dekáda (2010) – Martin Ehl
- Jánošíci s těžkou hlavou (2010) – Ľubomír Smatana (také jako audiokniha)